# Bandvagn 410
Bandvagn 410 (Bv 410), även känd som BvS10 (Bandvagn Skyddad 10), är ett amfibiskt splitterskyddat terrängfordon tillverkat av BAE Systems Hägglunds.

## Historia
Bandvagnen är ursprungligen utvecklad till Storbritanniens försvarsmakt. Den svenska försvarsmakten förfogar över 150 vagnar som beställdes i två omgångar 2012 respektive 2013. Tillverkaren benämner fordonet som BvS 10 MkIIb. Bv 410 har ett väsentligt utökat skydd mot minor samt högre lastförmåga jämfört med BvS 10. Beväpningen består antingen av en kulspruta (7,62 mm ksp 58b eller 12,7 mm ksp 88) på framvagnen monterad i tornkrans eller fjärrstyrd vapenstation typ VS01 samt en ksp 58 monterad i lavett på bakvagnen (endast trupptransport). Vagnen används främst inom ingenjörs-, luftvärns- och artilleribataljonerna, samt som ambulans inom de mekaniserade bataljonerna.
Den 23 augusti 2019 överlämnade Försvarets materielverk (FMV) robotsystem 98 på bandvagn 410 till Försvarsmakten. Robotsystemet kommer på sikt att ersätta robotsystem 70 inom den svenska armén. Roboten är tidigare känd som jaktrobot till JAS 39 Gripen. Nu kan den skjutas från marken, rakt upp och sedan välja ett mål i 360 grader. Alla fyra robotar kan skjutas samtidigt från samma lavett mot fyra olika mål. I robotsystemet ingår även ett lednings- och sambandssystem, radarsystem och ledningscontainrar.
Den 3 maj 2021 tecknade FMV kontrakt med BAE Systems för att producera och leverera 127 stycken Bandvagn 410. Kontraktet är en option från den ursprungliga svenska ordern från 2012 och gäller lednings- och logistikfordon. Beställningens värde är strax under 2 miljarder svenska kronor. Leveransen av de 127 bandvagnarna är planerad att påbörjas under 2022 och slutföras under 2024 och är mycket viktiga bland annat för införandet av arméns ledningsstödsystem. Vid samma tidpunkt meddelades att Sverige genom Försvarets materielverk skulle leda en gemensam anskaffning av bandvagnar tillsammans med Tyskland, Storbritannien och Nederländerna. Omfattningen är mellan 500 och 900 vagnar, beroende på ländernas beslut, där för svensk del handlar det om minst 200 bandvagnar, med leveransstart under 2023. I december 2022 meddelade FMV att man tecknat ramavtal, fram till december 2029 med möjlighet att förlänga till december 2032, gällande ytterligare leveranser av Bandvagn 410. Ett första avrop omfattar totalt 436 bandvagnar i olika varianter fördelat på tre nationer, Sverige, Tyskland och Storbritannien, varav 236 går till Sverige, 140 till Tyskland och 60 till Storbritannien. I ett andra avrop ingår cirka 200 bandvagnar till Tyskland. Leveransen av de första bandvagnarna startar i början av 2024.
Utöver beställningen på 236 vagnar beställde Sverige ytterligare 40 vagnar utanför samarbetet med Tyskland och Storbritannien, detta innebär att Sverige beställt totalt 553 vagnar. 
Den 17 januari 2024 offentliggjorde FMV en beställning av mobila luftvärnssystem för montering på Bandvagn 410. Lufvärnssystemen, Saabs RBS70 NG och Giraffe 1X, leveras med start januari 2025. 

## Varianter
Svenska försvarsmakten använder följande fyra varianter:
- Trupptransportfordon – 33 vagnar, har plats för sex soldater med utrustning och tre besättningsmän.
- Sjuktransportfordon – 45 vagnar, har plats för två sjukvårdare, två skadade och två besättningsmän.
- Lastfordon – 58 vagnar, lastväxlarsystem på bakvagnen. Kan lasta 10-fots container eller flak. Kommer även användas som bärare till nästa generation ARTHUR samt luftvärnsrobot 98.
- Ledningsfordon – 14 vagnar, innehåller ledningssystem och plats för ledningspersonal om fyra personer och en besättning om tre man.

## Användare
- Frankrike: 53 vagnar (Mk II)
- Nederländerna 74 vagnar (Mk I)
- Storbritannien: 129 vagnar (Mk 0), 24+60 vagnar (Mk II),
- Sverige: 150 vagnar (Mk II) 127+236+40 på order levereras åren 2022–2029
- Tyskland: 140+227 vagnar
- Österrike: 32 vagnar (Mk IIB)
- USA: 136 vagnar
- Ukraina: 28 före detta nederländska BvS-10 som doneras till Ukraina före mars 2023.

## Galleri

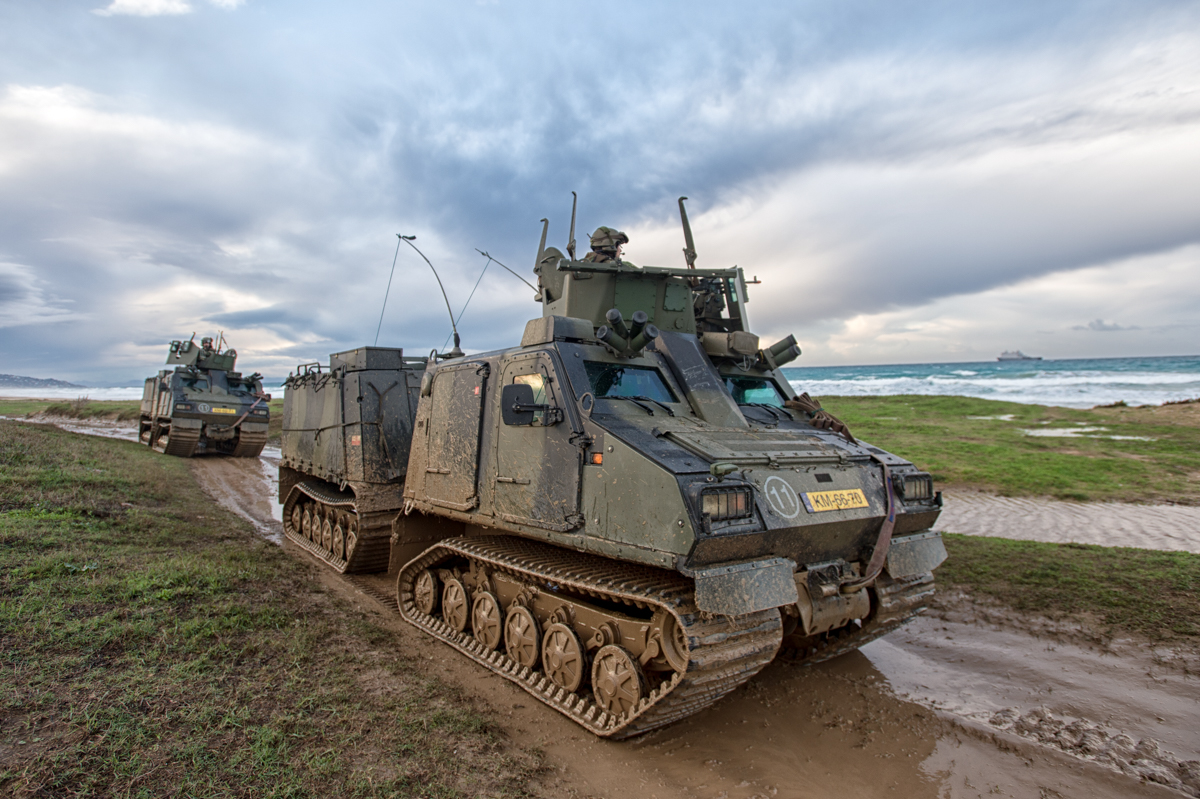
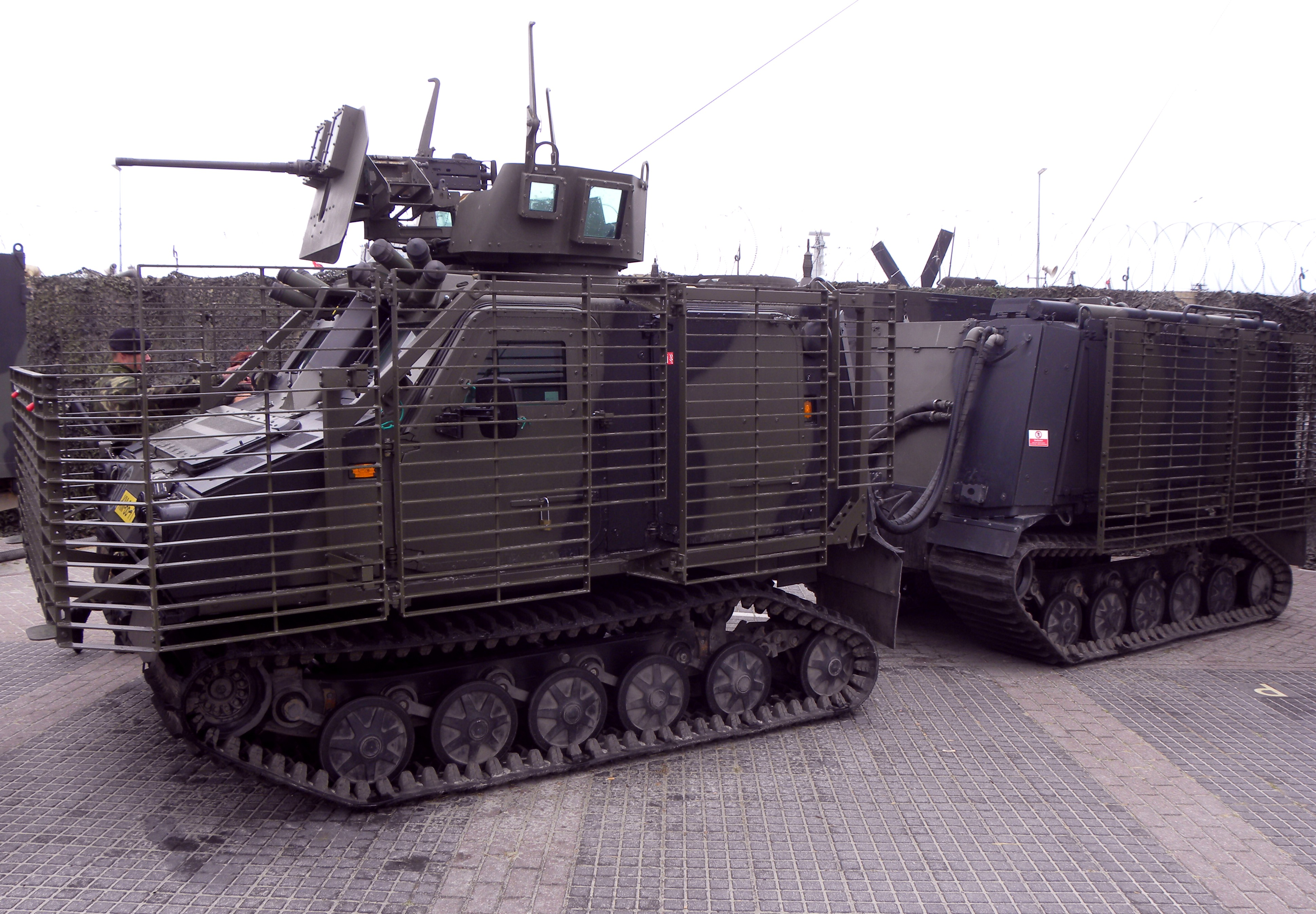
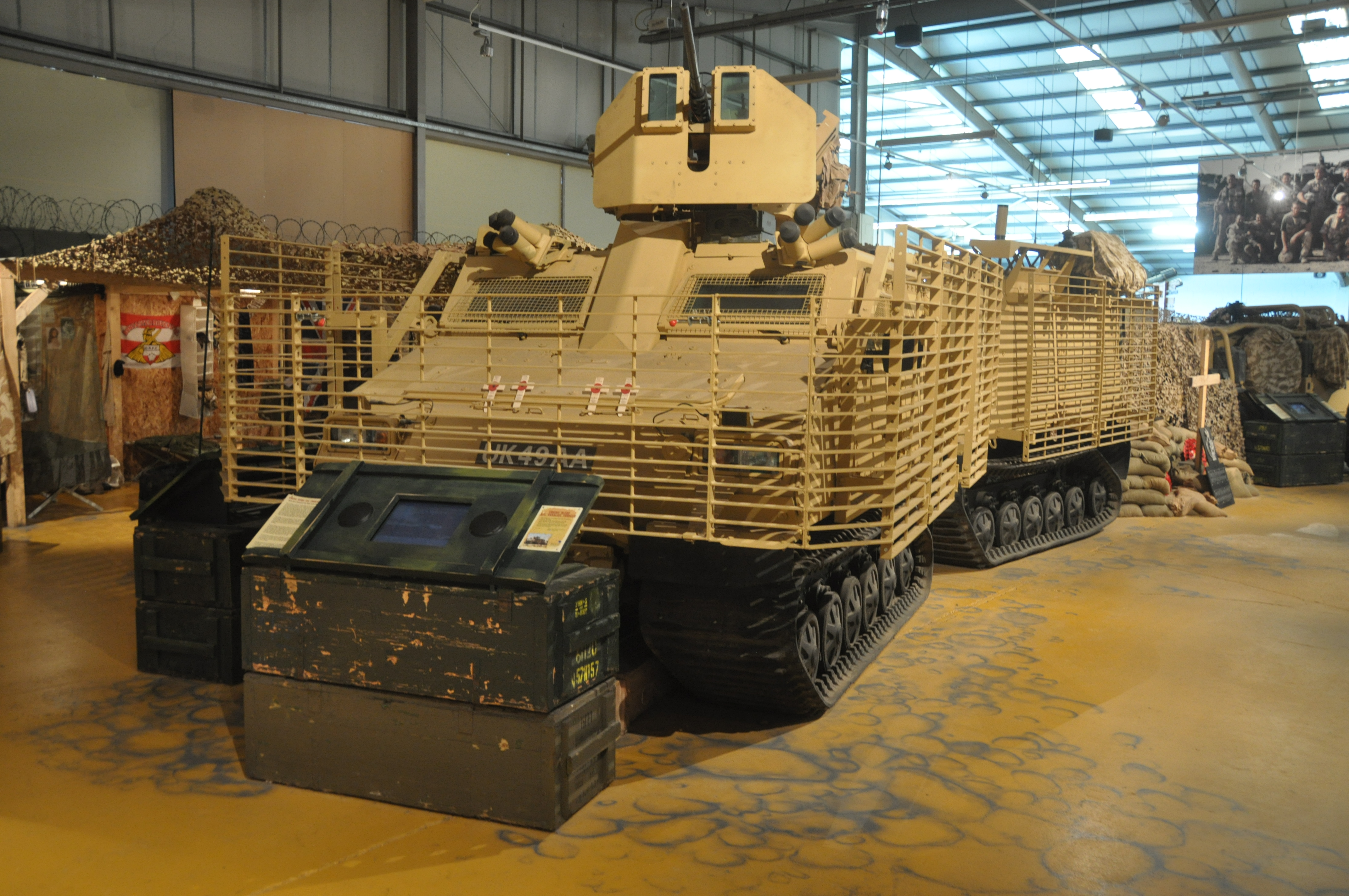
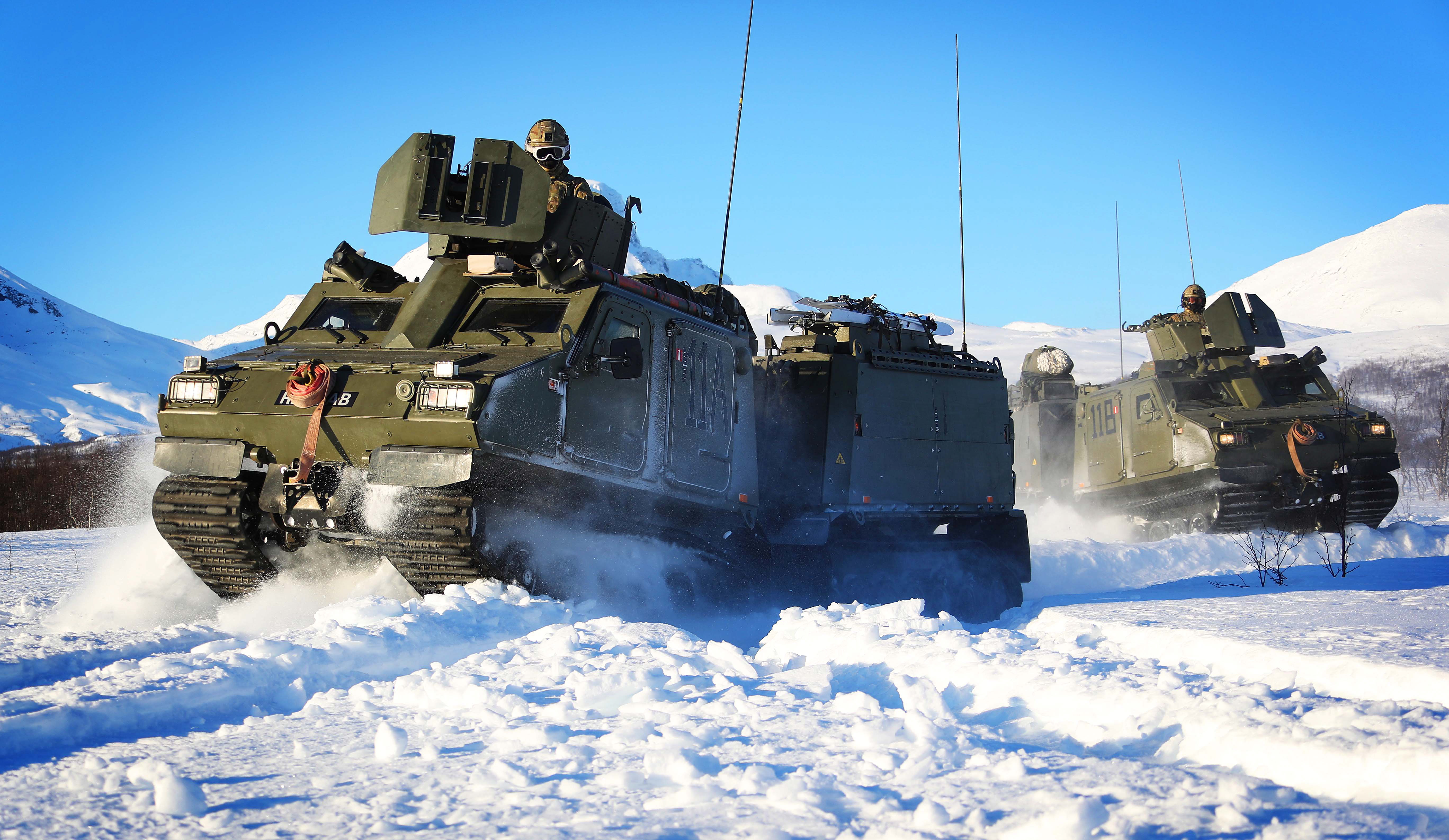